# Cassius Dio
Lucius Cassius Dio (so die authentische Namensform, * um 163 in Nikaia in Bithynien; † um 235) war ein römischer Senator, Konsul und Geschichtsschreiber. 
Cassius Dio ist besonders für seine Römische Geschichte bekannt, die trotz ihrer lückenhaften Überlieferung zu den wichtigsten literarischen Quellen zum antiken Rom gehört. Das Werk ist in griechischer Sprache geschrieben und behandelte in ursprünglich 80 Büchern die Zeit von der mythischen Gründung Roms 753 v. Chr. bis zum Jahr 229 n. Chr.

## Leben
Cassius Dio entstammte einer reichen Familie aus dem griechischen Osten des Imperium Romanum, der der Aufstieg in die Reichsaristokratie (Nobilität) geglückt war, und war der Sohn des römischen Senators Cassius Apronianus, der 183/4 Suffektkonsul war. Sein eigentlicher Name war daher Cassius, er nahm aber das Cognomen Dio an, um eine (in der modernen Forschung umstrittene) Abkunft mütterlicherseits von dem berühmten Redner Dion Chrysostomos zu belegen. Der angebliche Beiname Cocceianus ist hingegen erst spät bezeugt und gilt heute als nicht authentisch. Obwohl Dio von seiner Mutter her griechischer Abstammung war, die im ganzen römischen Osten maßgebende griechische Sprache in seinen Schriften benutzte und stark von griechischem Denken geprägt war, kann er andererseits aufgrund seiner politischen Laufbahn und seiner Weltanschauung zugleich auch als Römer angesehen werden.
Cassius Dio verbrachte den größten Teil seines Lebens im öffentlichen Dienst, wobei er eine glänzende Karriere absolvierte. Er ging als junger Mann nach Rom, wurde unter Commodus (Kaiser 180–192) Senator und nach dem Tod des Septimius Severus (193–211) Curator der kleinasiatischen Städte Smyrna und Pergamon. Um das Jahr 205 war er selbst Suffektkonsul, später Prokonsul von Africa (ein sehr prestigeträchtiger Posten) und schließlich Statthalter in den Provinzen Pannonia superior und Dalmatia. Der junge Kaiser Severus Alexander (222–235) schätzte ihn sehr und machte ihn 229 zum zweiten Mal zum Konsul, diesmal als consul ordinarius und Kollege des Herrschers, was eine besondere Ehre darstellte. Andererseits hatte sich Dio zu diesem Zeitpunkt nach eigener Aussage bei vielen Leuten in Rom (insbesondere offenbar bei den Prätorianern) so unbeliebt gemacht, dass er sein Konsulat auf Bitten des Kaisers aus Sicherheitsgründen vorwiegend abseits der Hauptstadt verbrachte. Anschließend kehrte er in seine bithynische Heimat zurück, wo er vor 235 starb.

## Werk
Cassius Dio veröffentlichte eine heute nur noch teilweise erhaltene Römische Geschichte (altgriechisch Ῥωμαϊκὴ ἱστορία) in 80 Büchern, die Frucht einer mindestens 24-jährigen Arbeit. Sie war in der griechischen Koine verfasst, begann mit der Ankunft des mythischen Aeneas in Italien und reichte über die Gründung von Rom bis zu Dios Konsulatsjahr 229. Das Werk war von der Tradition der römischen Annalistik beeinflusst, folgte aber zugleich den Genreregeln der griechischen Geschichtsschreibung. Bis zur Zeit Caesars sind seine Angaben, soweit man es den Fragmenten entnehmen kann, eher summarisch, danach bietet das Werk mehr Details, und ab der Herrschaft des Commodus wird Dio sehr ausführlich in der Darstellung dessen, was er selbst erlebt hat.
Von den ersten 36 Büchern sind nur Fragmente erhalten, darunter allerdings ein beträchtlicher Teil des 35. Buches mit dem Krieg des Lucius Licinius Lucullus gegen Mithridates VI. von Pontus sowie des 36. Buches mit dem Krieg gegen die Piraten und dem Feldzug des Pompeius gegen den König von Pontus. Die folgenden Bücher, bis zum 54. einschließlich, sind dann fast vollständig erhalten. Sie behandeln die Zeit von 65 bis 12 v. Chr., also vom Asienfeldzug des Pompeius und dem Tod des Mithridates bis zum Tod von Marcus Vipsanius Agrippa. Das 55. Buch weist eine erhebliche Lücke auf. Die Bücher 56 bis 60 behandeln die Zeit von 9 bis 54 n. Chr. und sind vollständig erhalten geblieben. Da sie auf guten älteren Vorlagen beruhen, die heute verloren sind, stellen die Bücher 37 bis 60 eine der wichtigsten erzählenden Quellen für die letzten Jahre der Republik und die frühe Kaiserzeit dar und gelten trotz mancher Versehen und Fehler als insgesamt verlässlich.
Von den folgenden 20 Büchern sind wieder nur Fragmente und dürftige Auszüge (epitome) von den Byzantinern Johannes Xiphilinos, einem Mönch des 11. Jahrhunderts und Neffen des gleichnamigen Patriarchen von Konstantinopel, und Johannes Zonaras aus dem 12. Jahrhundert erhalten, die dennoch wichtige Informationen bieten. Das 80. und letzte Buch beschreibt dabei die Zeit von 222 n. Chr. bis 229 n. Chr. in der Regierungszeit des Severus Alexander.
Der noch vorhandene Teil der Zusammenfassung des Xiphilinos beginnt mit dem 35. Buch und reicht bis zum Ende des 80. Buches. Sie ist eine sehr gleichgültige Arbeit, die im Auftrag des Kaisers Michael VII. erstellt wurde, aber dennoch einen groben Eindruck vom ursprünglichen Text vermitteln dürfte. Dieser Eindruck ergibt sich aus einem Vergleich mit dem vollständig erhaltenen Werk Herodians über die Jahre 180 bis 238, der Dio erkennbar als eine Hauptquelle benutzt hat.
Die Fragmente der ersten 36 Bücher liegen in vier Versionen vor:
1. Die Fragmenta Valesiana, verteilt auf verschiedene Schreiber, Grammatiker, Lexikografen etc., wurden von dem französischen Historiker und Philologen Henri Valois zusammengetragen.
2. Die Fragmenta Peiresciana enthalten große Teile und wurden gefunden im Abschnitt De virtutibus et vitiis der großen Sammlung oder transportablen Bibliothek, die im Auftrag des byzantinischen Kaisers Konstantin VII. Porphyrogenitus zusammengestellt wurde. Dazu gehörte das Manuskript Nicolas-Claude Fabri de Peiresc.
3. Die Fragmente der ersten 34 Bücher, erhalten im zweiten Teil dieser Bibliothek, genannt De legationibus. Diese sind unter dem Namen Fragmenta Ursiniana bekannt, da das Manuskript, welches diese Texte enthielt, in Sizilien bei Fulvio Orsini gefunden wurde.
4. Die Excerpta Vaticana, die Fragmente der Bücher 1 bis 35 und 61 bis 80 enthalten. Zu diesen wurden Fragmente eines unbekannten spätantiken Schreibers hinzugefügt, der die Arbeit Dios bis in die Zeit Konstantins I. fortsetzte (Anonymus post Dionem; es könnte sich dabei um Petros Patrikios gehandelt haben). Andere Fragmente Dios, die hauptsächlich zu den ersten 35 Büchern gehören, wurden in zwei vatikanischen Manuskripten gefunden, die eine Sammlung enthalten, die von Maximus Planudes erstellt wurde. Die Annalen des Zonaras enthalten ebenfalls mehrere Exzerpte aus Dios Werk.

Dio, der einen betont senatorischen Standpunkt vertrat (siehe senatorische Geschichtsschreibung), nahm sich Thukydides zum Vorbild, wenngleich er nicht an diesen heranreicht. Dennoch war Dio ein durchaus bedeutender Geschichtsschreiber. Sein Stil ist, wo der Text nicht verderbt ist, im Allgemeinen klar, obwohl er teils voller Latinismen steckt; die Reden, die er Akteure halten lässt, sind, wie in der antiken Geschichtsschreibung üblich, mehr oder weniger frei erfunden. Seine Sorgfalt steht aber außer Frage: Dio konnte sich auf zahlreiche Quellen stützen, die nicht mehr in allen Einzelheiten erkennbar sind. Sicher ist jedoch, dass er als Senator auch Zugriff auf mehrere, heute verlorene Werke sowie auf Senatsakten hatte. In der selbst erlebten Zeit war er aufgrund seiner persönlichen Teilnahme an der hauptstädtischen Politik gut vertraut mit den Geschehnissen im Römischen Reich und ist speziell hierfür eine wichtige Quelle.
Dio selbst setzt allerdings bereits mit dem Beginn des Prinzipats, also der faktischen Monarchie, ausdrücklich einen Einschnitt an, was die Zuverlässigkeit der von ihm gelieferten Informationen betrifft:

„Alles, was seither [d. h. seit Beginn des Kaisertums] geschah, kann nicht mehr in der gleichen Weise wie das Vorangegangene berichtet werden. Denn früher wurde alles, auch wenn es in noch so weiter zeitlicher Entfernung geschehen war, vor den Senat und vor das Volk gebracht. Daher konnten es alle erfahren, und viele schrieben es nieder […]. Von nun an aber begannen die meisten Ereignisse, im Verborgenen zu geschehen, ohne dass darüber noch offen gesprochen worden wäre. Und wenn doch einmal etwas an die Öffentlichkeit gelangte, so begegnete man ihm mit Misstrauen, da es nicht mehr nachprüfbar war. Was immer jetzt geredet wird, was immer geschieht, bei allem vermutet man, es sei nach den Wünschen der jeweiligen Herrscher oder ihrer Nebenherrscher geschehen. Und so wird zugleich über vieles, was überhaupt nicht passiert ist, ausgiebig geschwätzt, während man von vielen anderen wirklichen Ereignissen gar nichts mehr erfährt. Alles wird nun sozusagen anders, als es in Wahrheit gewesen ist, in Form von Gerüchten verbreitet. Und gerade die Größe des Imperiums und die Fülle der politischen Vorkommnisse darin machen eine genaue Wiedergabe der Geschichte unglaublich schwierig.“

Der Wert Dios als Quelle ist trotz mancher Probleme insgesamt sehr hoch. Für die Zeit der späten Republik, vor allem aber für die Kaiserzeit bietet er wertvolles Material, das teilweise sonst nirgendwo anders verzeichnet ist und weitgehend als zuverlässig gilt. Problematisch ist allerdings, dass Dio vielfach Entwicklungen und Zustände seiner eigenen Zeit auf die Verhältnisse in Republik und früher Kaiserzeit überträgt, was mitunter zu Anachronismen führt, die nicht immer leicht zu identifizieren sind. Besonders deutlich erkennbar ist dies bei der berühmten „Verfassungsdebatte“ im 52. Buch, die ein fiktives Gespräch zwischen Octavian und seinen Freunden schildert. In byzantinischer Zeit stellte Dios Geschichtswerk offenbar auch die Hauptquelle für viele Autoren bezüglich der römischen Geschichte bis ins frühe 3. Jahrhundert dar und wurde oft herangezogen.

## Textausgaben und Übersetzungen
- Editio princeps: Tōn Diōnos Rōmaikōn Historiōn Eikositria Biblia = Dionis Romanarum historiarum libri XXIII, à XXXVI ad LVIII vsque. Robertus Stephanus (Robert Estienne), Paris 1548. Digitale Sammlungen der Bay. Staatsbibl.
- Editio princeps der Epitome des Xiphilinos: Ek tōn Diōnos tou Nikaeōs Romanikōn Historiōn, apo Pompēiou Magnou mechris Alexandrou tou Mamaias, epitomē Iōannou tou Xiphilinou = Dionis Nicaei rerum Romanarum a Pompeio Magno ad Alexandrum Mamaeae, epitome authore Ioanne Xiphilino. Robertus Stephanus, Paris 1551. Google Books
- Cassius Dio’s Römische Geschichte. 16 Teilbände, übers. von Leonhard Tafel, Metzler, Stuttgart 1831–1844. (Neuausgabe: Cassius Dio: Römische Geschichte. Bearb. von Lenelotte Möller, Marix, Wiesbaden 2012, ISBN 978-3-86539-293-0)
- Diōnos Kassiu Kokkēianu Rōmaikē historia. 3 Bde., hrsg. von Ludwig Dindorf und Johannes Melber, Bibliotheca Teubneriana, Leipzig 1890–1928.
- Cassii Dionis Cocceiani Historiarvm Romanarvm qvae svpersvnt. 5 Bde., hrsg. von Ursul Philip Boissevain, Weidmann, Berlin 1895–1931.
- Dio Cassius: Roman History. 9 Bde., griechisch und englisch, übers. von Earnest Cary und Herbert B. Foster, Loeb Classical Library, London 1914–1927.
- Cassius Dio: Römische Geschichte. 5 Bde., übers. von Otto Veh, Artemis, München 1985–1987. (Sonderausgabe: Artemis & Winkler, Düsseldorf 2007, ISBN 978-3-538-03103-6).